# نیلوفر آبی اوندینه
 نیلوفر آبی اوندینه(نام علمی: Ondinea) نام یک سرده از سرده نیلوفر آبی است.